# WABC-TV
WABC-TV è un'emittente televisiva locale statunitense, che trasmette nello Stato di New York sul canale 7. Questa emittente appartiene a The Walt Disney Company. Inoltre questo canale trasmette i programmi della ABC.

## Storia

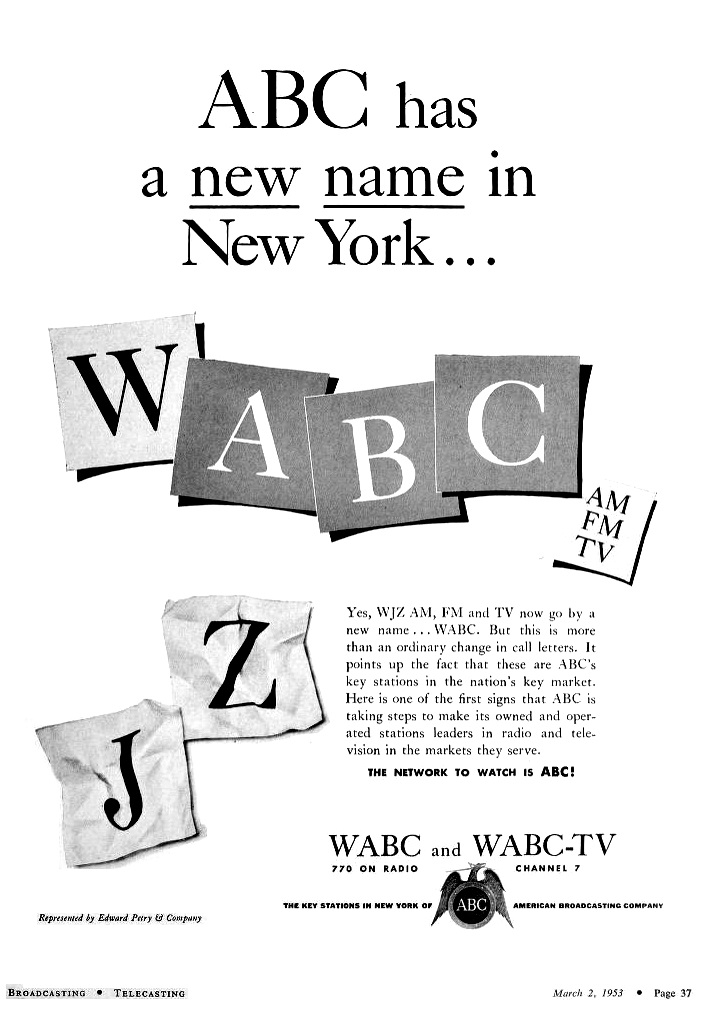
Annuncio del marzo 1953 che il nome della rete da WJZ-TV diventava WABC-TV.

Nata il 10 agosto 1948 come WJZ-TV, prima delle tre reti televisive iniziate dalla ABC in quello stesso anno, insieme a WENR-TV a Chicago e WXYZ-TV a Detroit.
Nei suoi primi anni, WJZ-TV aveva un palinsesto più simile a una rete indipendente, come era ancora la rete televisiva ABC, in gran parte, agli inizi del suo sviluppo. La stazione di proprietà della ABC trasmetteva alcuni programmi comuni durante questo periodo, specialmente dopo la stagione autunnale del 1949 quando il palinsesto di prima serata cominciò a espandersi. Il trasmettitore originale della stazione si trovava sull'Hotel Pierre al numero 2 di East 61st Street a New York, prima di spostarsi sull'Empire State Building qualche anno dopo. Gli studi originali dell'emittente televisiva si trovavano al 77 West 66th Street, con altri aggiuntivi al 7 West 66th Street. Un tunnel collegava gli studi ABC al numero 7 di West 66th Street, alla lobby dell'Hotel des Artistes, un isolato a nord sulla West 67th Street. Un altro studio dentro l'Hotel des Artistes era utilizzato per conferenze dal vivo sulle notizie. Dal 12 giugno 2009 WABC-TV ha abbandonato le trasmissioni nella televisione analogica terrestre. Trasmette solo su digitale terrestre, sulla televisione satellitare attraverso le piattaforme televisive DirecTV e Dish Network, e via cavo attraverso le piattaforme Cablevisión, Comcast, RCN, Verizon FiOS e Time Warner Cable.